# セトルリン
セトルリンとは、かつてMobage（旧称・モバゲータウン）で公開されていたキャラクターコンテンツのことである。

## 世界観
少子化や怪物災害に苦しむセトルリン王国の危機を救うため、Mobageに留学にきた不思議な妖精セトルリン。

セトルリンをユーザー自身のもとに住み着かせて、恋愛や災害とたたかうための術などを学ばせてあげる。

## 概要
- セトルリンとはセトルリン王国に住む妖精のこと。
- ユーザーのお世話を必要としない妖精。しかし、ユーザーとしばらく会っていないと落ち込むほどの寂しがりや。
- Mobageでの生活の中で、ユーザーのもとをついてまわりながら恋愛や災害とたたかうための術を学ばせる。
- モバゲーに来ているセトルリンは200歳以上の成人セトルリンたち。
- 王国には「コホさん」という広報担当がいる。
- 「メメニギリ」というおにぎりに似たものを主食としている。
- 性別には「テンシ」という分類もあるが、育成できるのは「ダンシ」と「ジョシ」のみ。
- セトルリンはタマゴから生まれる。「赤セトちゃん」→「子セトさん」の順番に成長する。タマゴは他の異性のセトルリンとのスキレベルがカゾクレベルにまで発展させないと入手できない。
- 2014年12月16日をもって、サービスを終了した。

## プロフィール
- 出身地：セトルリン王国
- 性別：ダンシ、ジョシ、テンシ (耳の形で判別できる。)
- 身長：みかん箱3～4箱分
- 体重：みかん箱2～3箱分
- 性格：明るい、恥ずかしがり屋
- 趣味：スモー、ハナ歌、ホーミー（喉歌）
- 特技：マホー、小躍り
- 好きなもの：メメニギリ、ピクニック、かわいいもの、歌、踊り、ひとり言
- 嫌いなもの：ゴミのポイ捨て、あやしい雲行き、真っ暗なところ、王国乗っ取りを狙う者たち、モンスター
- 気になっていること：恋愛、王国の未来、他人の視線

## 特徴
お世話はほぼ不要
- セトルリンは食事やお風呂など面倒なお世話は一切不要。

日々変化
- ユーザーはMobageで遊ぶだけでセトルリンのまわりに日々さまざまな変化が起こる。
- たまに変なものを拾ってきたりする。

恥ずかしがりや
- セトルリンたちはとても恥ずかしがりやですが、そっと背中を押してあげるとスモーをとる。
- スモーを重ねていくことで仲良くなっていく。